# Kaitkajorn Phohirun
Kaitkajorn Phohirun (thailändisch เกียรติขจร โพธิ์หิรัญ, * 7. Juni 1996) ist ein thailändischer Fußballspieler.

## Karriere
Kaitkajorn Phohirun stand von mindestens 2020 bis Ende August 2021 beim Nakhon Si United FC. Der Verein aus Nakhon Si Thammarat spielte in der dritten Liga, der Thai League 3. Wo er vorher gespielt hat, ist unbekannt. Nakhon Si spielte in der Southern Region der Liga. Im Juni 2020 wechselte er auf Leihbasis zum Amateurligisten MH Nakhonsi City FC. Da die Amateurliga wegen der COVID-19-Pandemie abgesagt wurde, kehrte er Ende August 2020 zu Nakhon Si United zurück. Im August 2021 nahm ihn der Drittligist Bangkok FC unter Vertrag. Der Verein aus der Hauptstadt Bangkok trat in der Bangkok Metropolitan der Liga an. Am Ende der Saison wurde er mit Bangkok Vizemeister der Region. In den Aufstiegsspielen zur zweiten Liga konnte man sich jedoch nicht durchsetzen. Im Sommer 2022 unterschrieb er einen Vertrag beim Zweitligisten Udon Thani FC. Sein Zweitligadebüt für den Verein aus Udon Thani gab Kaitkajorn Phoirun am 3. September 2022 (4. Spieltag) im Auswärtsspiel gegen den Customs United FC. Hier wurde er bei der 3:1-Niederlage in der 79. Minute für Weerawat Jiraphaksiri eingewechselt. Am Ende der Saison 2022/23 wurde er mit Udon Thani Tabellenletzter und stieg somit aus der zweiten Liga ab. Nach dem Abstieg verließ er den Verein und schloss sich dem Zweitligisten Customs United FC an. Ende Dezember 2023 wurde sein Vertrag nach zwei Ligaspielen nicht verlängert.